# Ussovski
Ussovski (en rus: Усовский) és un poble (possiólok) del krai de Perm, a Rússia, que pertany al raion de Solikamsk. El 2010 tenia 413 habitants.